# Jus sanguinis
Jus sanguinis (с лат. — «право крови») — принцип (право) приобретения гражданства, согласно которому гражданство ребёнка зависит от гражданства его родителей, независимо от того, на территории какого государства он родился и на территории какого государства проживают сами родители.

## Практическое значение
Дети, родившиеся, например, у немецких или французских граждан, независимо от их национальности, даже если они находятся, учатся, работают или даже проживают соответственно вне Германии и Франции, также являются немецкими или французскими гражданами. Также, соответственно, немецкими или французскими гражданами будут являться и дети их детей и все прочие их потомки, даже если они ни разу не бывали на своей родине, а только в установленный срок проходили имматрикуляцию в консульстве своего государства, если только кто-нибудь из них не перешёл в гражданство государства, на территории которого он проживает, либо любого другого государства.

## Коллизии
Рождение ребёнка от родителей-граждан государства, применяющего «право крови», на территории государства, в котором действует «право почвы», может привести к появлению у такого ребёнка двойного гражданства, тогда как рождение ребёнка у родителей-граждан государства, применяющего «право почвы», на территории государства, применяющего «право крови», может сделать такого ребёнка лицом без гражданства.

## Распространение
Распространён в подавляющем большинстве государств Европы, Азии и Африки, таких как Австрия, Италия, Испания, Португалия, Дания, Швеция, Норвегия, Финляндия и тому подобное, а также с некоторыми отдельными исключениями в Германии, Франции и Великобритании, также он действует или действовал в государствах бывшего социалистического блока.

## По отдельным мнениям
Jus sanguinis — юридический термин, закрепляющий право получения гражданства того или иного государства (практикующего юс сангвинис) только лицам, имеющим расовые, языковые или этнокультурные черты титульной нации. Исторически юс сангвинис получило распространение в мононациональных государствах Европы без значительных процессов смешения (метисации) различных групп населения. Особую популярность юс сангвинис приобрело в Германии XIX века, когда в немецких странах распространились националистические идеи превосходства арийской расы и стремления очистить страну от различных меньшинств. В наши дни юс сангвинис действует в Израиле и в Италии.
В противовес юс сангвинис существует также юс соли (лат. jus soli), получившее распространение в многонациональных государствах, а также в иммигрантских странах (США, Канада, Израиль, Греция, Ирландская Республика и, с недавних пор, Германия). В настоящее время большинство государств и стран мира используют оба принципа в сочетании в зависимости от ситуации, единственное исключение — Ватикан.

### Осложнения из-за сдвинувшихся границ
Некоторые современные европейские государства, возникшие в результате распада Российской, Германской,  Австро-Венгерской или Османской империй, имеют огромное количество этнического населения за пределами своих новых «национальных» границ, как и большинство бывших советских республик. Такие давние диаспоры не соответствуют кодифицированным европейским правилам гражданства XX века. Зачастую этнические меньшинства подвергаются юридическому и нелегальному преследованию и предпочитают иммигрировать в свою родную страну. Государства, предлагающие права jus sanguinis этническим гражданам и их потомкам, включают Италию, Грецию, Турцию, Болгарию, Ливан, Армению и Румынию.